# 인종전환자

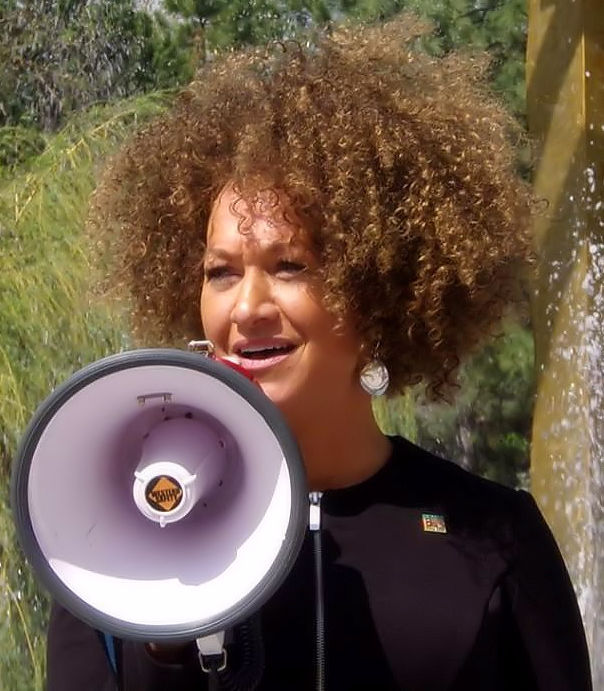

인종전환자(Transracial)는 자신이 속하지 않는 인종의 구성원이라고 주장하는 사람이다. 성전환 수술을 받으면 많은 사회에서 정체성이 인정되고, 수술 전에도 상당수의 사람에게 정체성이 인정되는 성전환자와 달리 인종전환자의 정체성은 인정하지 않는 사람이 훨씬 많다.

## 사례
- 레이첼 돌레잘
- 올리 런던
- 마르티나 빅